# Diosso
Diosso este un oraș din Republica Congo.